# Vlastimil Herout

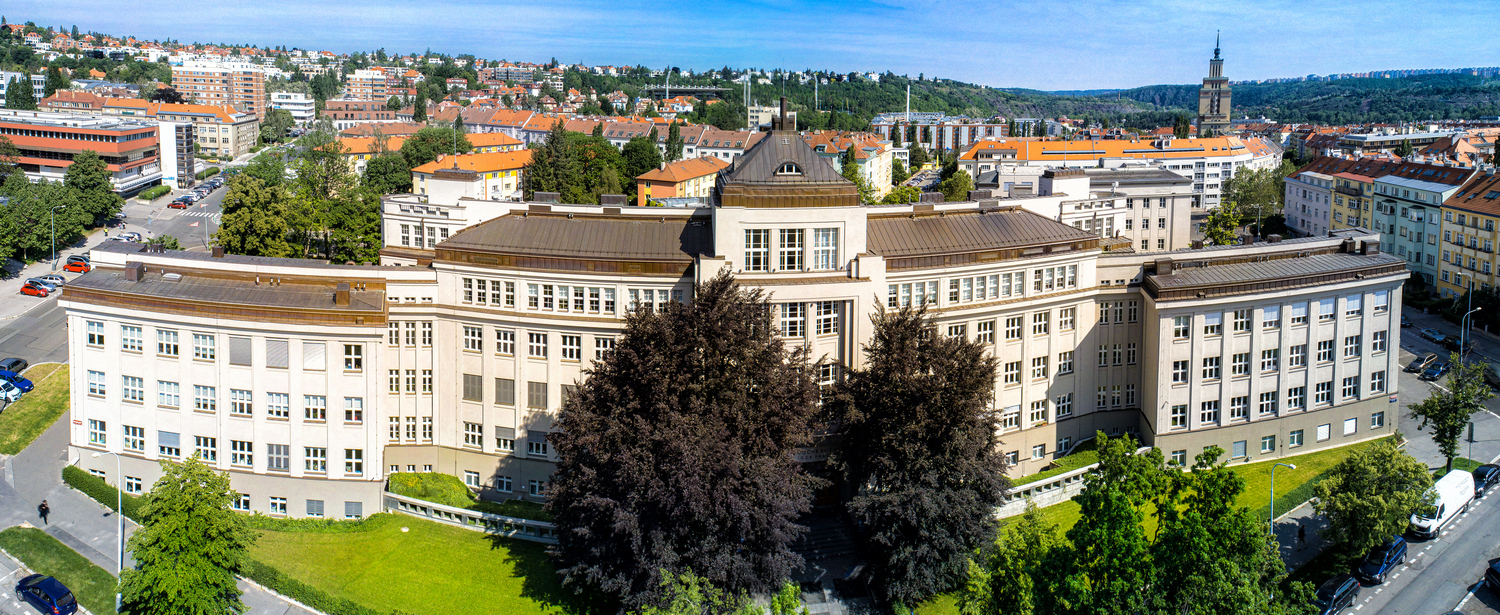
Hlavní budova ÚOCHB v Praze-Dejvicích

Vlastimil Herout (17. 3. 1921 Želí u Hradce Králové - 28. 6. 1999 v Praze) byl organický chemik a pedagog. Zastával řadu vedoucích funkcí. Po válce vedl nové oddělení přírodních látek v Ústavu organické technologie a od roku 1950 Ústřední ústav chemický. V letech 1970 - 1977 byl ředitelem Ústavu organické chemie a biochemie AV ČR (ÚOCHB). Do roku 1984 v něm pracoval jako vedoucí skupiny rostlinných látek a v letech 1985–90 pak jako konzultant. Byl členem organické divize IUPAC, Americké chemické společnosti, Britské fytochemické společnosti, Královské chemické společnosti a dalších.
Během své praxe zavedl nové experimentální metody při izolaci a určování struktury přírodních látek. Vytvořil například pracovní postupy pro izolaci a identifikaci malých množství kapalných látek pomocí adsorpční chromatografie. Při určování struktury neznámých látek využíval nové spektroskopické metody, především infračervenou spektroskopii a později spektroskopii nukleární magnetické rezonance.
Během své čtyřicetileté vědecké práce izoloval a určil strukturu více než 200 nových složek přírodních materiálů. Publikoval kolem 300 prací především z chemie přírodních látek a laboratorní techniky organické chemie. Natočil instruktážní filmy o chromatografii a mikrotechnice izolace kapalných látek, které byly velmi populární mezi studenty. S velkým zaujetím se věnoval i botanice a chemotaxonomii (vědě o třídění rostlin nikoliv podle morfologických znaků, ale podle typu obsahových látek).

## Vzdělání
Vlastimil Herout se narodil 17. 3. 1921 v Želí u Hradce Králové do rodiny armádního důstojníka. Jeho otec byl často překládán z místa na místo, a proto studoval střední školu v Turnově, Litoměřicích a v Českých Budějovicích, kde 1939 maturoval na reálném gymnáziu. Potom se přihlásil na Vysokou školu chemicko-technologického inženýrství (dále VŠCHTI) v Praze. V listopadu 1939 byly vysoké školy uzavřeny a jeho studium přerušeno. V letech 1939-41 proto absolvoval kurz při průmyslové škole v Praze a poté pracoval jako chemik v organicko-analytické laboratoři Spolku pro chemickou a hutní výrobu v Rybitví u Pardubic. Zde se věnoval organické mikroanalýze a chromatografickým metodám. Pracoval zde s vědci, kteří po válce vytvořili základ pozdějšího Ústavu organické chemie a biochemie AV ČR.
Studia ukončil po válce a již v jejich průběhu pracoval v Ústavu organické technologie VŠCHTI vedeném Františkem Šormem. Nejprve pracoval jako analytik a od 1946 jako asistent. Zabýval se zde problematikou přírodních látek, zejména rozbory a strukturou silic a terpentýnů. V roce 1948 obhájil disertační práci Složení silice z puškvorce obecného. V roce1956 získal za disertační práci O pokrocích v chemii přírodních azulenů a azulogenních látek titul doktora chemických věd (DrSc.).

## Kariera

### Výzkum

Izopren - základní strukturní jednotka terpenoidů

Po válce Herout vedl nově budované oddělení přírodních látek v Ústavu organické technologie VŠCHTI a od roku 1950 Ústřední ústav chemický. Počátkem 1953 se Ústřední ústav chemický přeměnil na Ústav organické chemie ČSAV (1955–60 Chemický ústav ČSAV, 1960–92 Ústav organické chemie a biochemie ČSAV - ÚOCHB).
Společně se svým týmem provedl úplnou syntézu chamazulenu a připravili patentem chráněný postup na výrobu čistého chamazulenu z pelyňku. Jejich postup se nyní používá při výrobě protizánětlivého a mírně dezinfekčního farmaceutického preparátu Dermazulen.

Typy laktonů - α-acetolakton, β-propiolakton, γ-butyrolakton a δ-valerolakton

Později se věnoval terpenoidům extrahovaným opět z rostlinného materiálu. Zkoumal možnost využití seskviterpenických laktonů z pelyňku, heřmánku a silic guajakového dřeva jako léčiv se silným protizánětlivým nebo spasmolytickým účinkem. Se svým týmem objevil několik nových typů laktonických sloučenin.
V padesátých letech se zabýval využitím infračervené spektroskopie pro identifikaci terpenoidů, izolaci a čištění látek. Podílel se na učebnici Laboratorní technika organické chemie (1954).
V šedesátých letech se věnoval výzkumu látek s antisklerotizačním a sterilizačním účinkem na hmyz. Velkou pozornost věnoval i chemotaxonomii (třídění rostlin podle obsažených chemických látek).

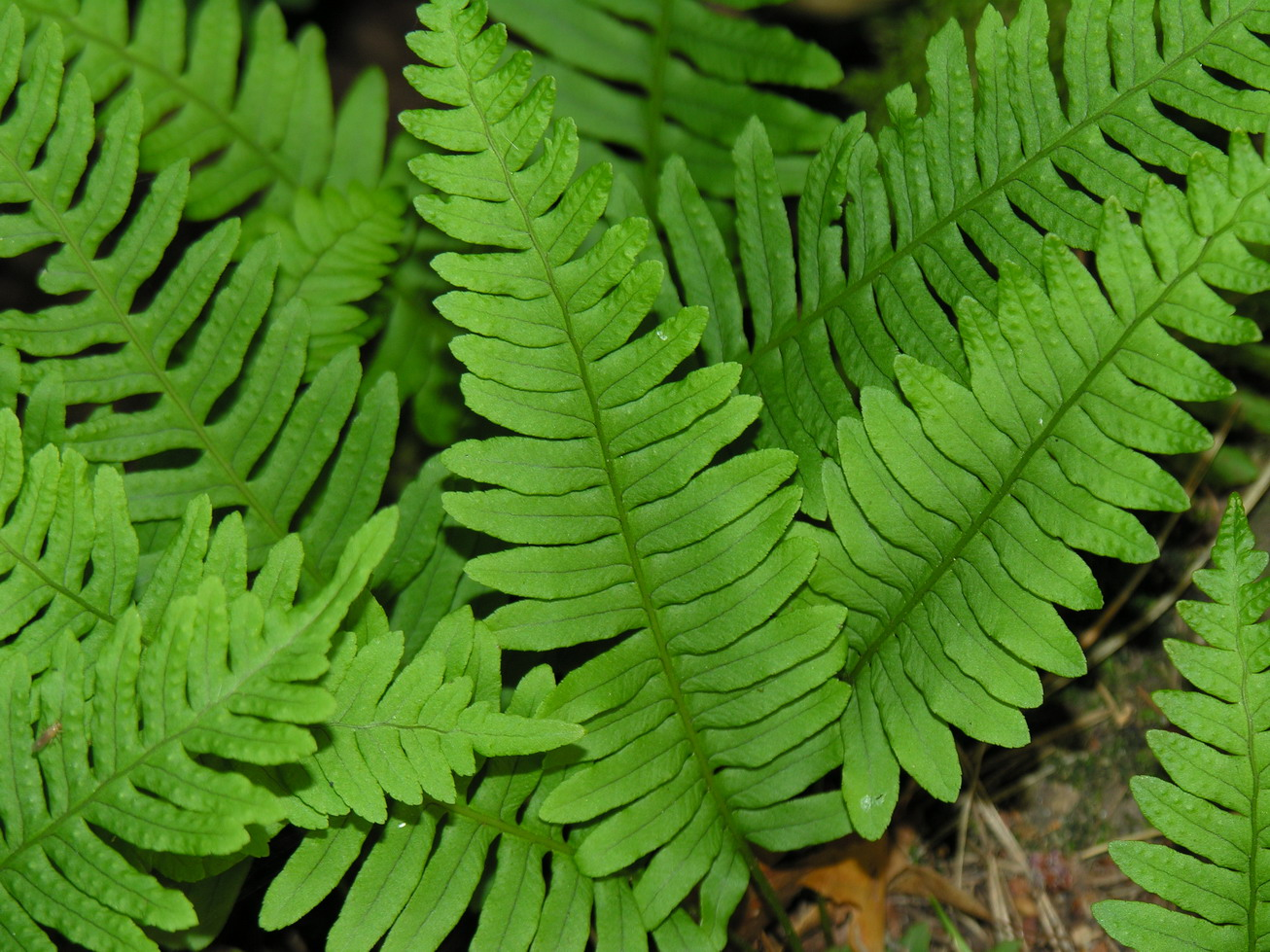
Osladič obecný

V sedmdesátých a osmdesátých letech se soustředil zejména na studium osladiče obecného a jiných kapraďorostů, především na izolaci ekdysteroidů. Výzkum této rostliny vedl k objasnění struktury osladinu, látky mnohonásobně sladší než cukr. Dále se věnoval výzkumu fytoekdysonů (rostlinných bioanalogů jednoho z hmyzích hormonů), což ho přivedlo k ekologické problematice.
V závěru kariéry se zabýval prognostickými výhledy využití fytomasy a ekologickými otázkami. Řešil nadále problematiku chemotaxonomie a podílel se na patentech týkajících se výroby umělých sladidel.

### Pedagog
- V roce 1954 se Herout podílel na vypracování učebnice Laboratorní technika organické chemie.
- Od poloviny padesátých let předsedal zkušební komisi na Vysoké škole chemicko-technologické v Pardubicích.
- V roce1964 byl jmenován profesorem pro obor organické chemie na Vysoké škole chemicko-technologické v Praze.
- Aktivně pracoval v Československé společnosti chemické, zejména v její pražské pobočce, která ho 1981 jmenovala svým čestným členem.
- V roce 1960 přednesl jednu z hlavních přednášek na Mezinárodním sympoziu přírodních látek v Austrálii.

Logo International Union of Pure and Applied Chemistry

- Logo International Union of Pure and Applied ChemistryV roce 1967 se podílel se na přípravách mezinárodního kongresu Mezinárodní unie čisté a užité chemie (International Union of Pure and Applied Chemistry - IUPAC) v Praze.
- V letech1969-77 zastával funkci člena byra IUPAC a od roku 1971 do konce osmdesátých let vedl její národní komitét.
- V roce 1971 se stal členem ediční rady časopisu Index Chemicus (USA) a Phytochemistry (Velká Británie).

### Funkce
- V roce 1960 byl zvolen členem korespondentem Československé akademie věd (ČSAV), v letech1969 a 1972 byl opakovaně navrhován na jmenování akademikem. Řádné členství v ČSAV přes nepopiratelné vědecké zásluhy však nikdy nezískal.
- V letech1962–70 působil jako předseda vědeckého kolegia organické chemie a biochemie ČSAV.
- Byl členem Americké farmakognostické společnosti (1967), Německé společnosti pro výzkum léčivých rostlin (1968), Britské fytochemické společnosti (1972), Americké chemické společnosti (1973), britské Královské chemické společnosti (Royal Chemical Society, 1981).
- Od roku 1971 patřil k navrhovatelům na udělení Nobelovy ceny za chemii.

## Vyznamenání
- V roce 1951 mu byla společně s Františkem Šormem udělena Státní cena I. stupně za výzkum v oblasti chemie terpenů.
- V letech 1953 a 1954 získal společně se svým týmem cenu ČSAV za úplnou syntéza chamazulenu a vypracování patentem chráněného postupu na výrobu čistého chamazulenu z pelyňku.
- V roce 1962 obdržel společně se svým týmem Státní cenu Klementa Gottwalda za studie o obsahových látkách rostlin, především za objev nových typů laktonických sloučenin.
- V roce 1971 mu byla udělena Hanušova medaile Československé společnosti chemické.
- V roce1971 mu byla udělena stříbrná plaketa ČSAV za zásluhy v chemických vědách,
- V roce 1981 mu byla udělena zlatá plaketa ČSAV za zásluhy v chemických vědách.
- V roce 1981 mu byla udělena zlatá medaile Slovenské společnosti chemické.
- V roce1986 mu bylo uděleno státní vyznamenání Za zásluhy o výstavbu.